# Divisionsforeningen Håndbold
 For alternative betydninger, se Divisionsforeningen. (Se også artikler, som begynder med Divisionsforeningen)
Divisionsforeningen Håndbold er en frivillig interesseorganisation, etableret 17. januar 1976 i Odense. Det består af foreninger, der deltager i en af de to øverste håndboldrækker i Danmark, Håndboldligaen og 1. division.